# Murphy-Zeichen
Das Murphy-Zeichen, benannt nach dem amerikanischen Chirurgen John Benjamin Murphy (1857–1916), ist ein klinisches Zeichen (Symptom), welches bei der körperlichen Untersuchung ausgelöst werden kann und für das Vorliegen einer Cholezystitis spricht.
Hierzu wird der Unterrand des rechten Rippenbogens palpiert; der Patient wird aufgefordert, tief einzuatmen (Inspiration). Aufgrund des Atemmanövers bewegt sich die Gallenblase während des Einatmens abwärts und drückt gegen die Finger des Untersuchers. Wenn die Gallenblase entzündet ist, spürt der Patient einen Druckschmerz und beendet die Atembewegung vorzeitig.
Das Zeichen ist nicht zu verwechseln mit dem Courvoisier-Zeichen, bei dem die Gallenblase nicht schmerzhaft, jedoch vergrößert und prall-elastisch ist.